# Zalagasper
Zalagasper (ranije poznati kao Zala Kralj i Gašper Šantl) je slovenački muzički duo iz Maribora, koji čine pevačica Zala Kralj i multiinstrumentalista Gašper Šantl. Dvojac je predstavljao Sloveniju na Pesmi Evrovizije 2019. sa pesmom "Sebi", koja je u finalu zauzela 15. mesto.

## Biografija
Zajedno su izdali popularne singlove „Valovi“ (septembar 2017) i „Baloni“ (februar 2018). Tada su se na Youtube-u zvali "Gašper Šantl feat. Zala Kralj", pošto je Zala Kralj tada bila samo gostujuća pevačica muzike Gašpera Šantla. Upoznali su se preko zajedničkog prijatelja, Žige Krajnca, koji je takođe režirao sve video zapise do tada. Od aprila 2018. godine nastupaju uživo kao ravnopravni članovi grupe Zala Kralj i Gašper Šantl. Pod tim imenom su potpisali ugovor sa Universal Music Slovenia. U oktobru 2018. godine izdali su svoj treći singl, "S teboi".
U novembru 2018. godine oni su se sa pesmom „Sebi“ prijavili su se za izbor EMA 2019, gde su nameravali da nastupe kako bi predstavili svoju muziku široj javnosti. Pesma je izabrana za takmičenje i prikazana je na EMI 16. februara 2019. Prošli su u superfinale u kojem su pobedili i postali predstavnici Slovenije na Pesmi Evrovizije 2019. u Tel Avivu. U maju 2019. godine predstavljali su Sloveniju na Evroviziji u Tel Avivu. Na dan njihove pobede na EMI, 16. februara, izdali su i svoj prvi EP pod nazivom "Štiri".
Početkom juna, zvanično su promenili ime u „zalagasper“, bez Š, kako bi ljudima bilo lakše da napišu ime. 7. juna 2019. izašla je njihova peta pesma i prva na engleskom jeziku "Come to Me".

## Diskografija
- "Valovi" (2017)
- "Baloni" (2018)
- "S teboi" (2018)
- "Sebi" (2019)
- "Come to Me" (2019)